# Tsvetana Pironkova
Tsvetana Kirilova Pironkova (bulgarsk: Цветана Кирилова Пиронкова; født 13. september 1987 i Plovdiv, Bulgarien) er en professionel tennisspiller fra Bulgarien.